# Le Professeur Radō
Le Professeur Radō et Le Professeur Radō revisité sont deux nouvelles de l'auteur japonais Jun'ichirō Tanizaki (1886-1965). La première est publiée dans le numéro d'avril 1925 de la revue Kaizō et la deuxième dans le numéro de mai 1928 de la revue Shinchō.

## Résumé deLe Professeur Radō
Un journaliste se retrouve pour un entretien chez le professeur Radō. Un personnage désagréable, secret, énigmatique. L'entretien se révèle très laborieux et sans révélation ou la moindre réponse intéressante du professeur. En partant, le journaliste découvre pourtant que le professeur ne serait pas si solitaire et asocial : une jeune fille lui tient compagnie.

## Résumé deLe Professeur Radō revisité
On retrouve dans cette nouvelle, les deux personnages de la précédente : le journaliste et le professeur. Une deuxième rencontre se fait entre les deux hommes, par hasard après quelques années, au théâtre. Le journaliste est devenu critique dramatique et va assister à un spectacle pour faire un article.
Dans la salle il aperçoit le professeur. La discussion est encore bien difficile, le professeur ne faisant aucun effort de participation.  Mais le journaliste va découvrir ce qui amène réellement le vieux monsieur à venir voir cette pièce ennuyante. Il va enfin savoir qui est la femme inconnue, aperçue la première fois. Le personnage du professeur Radō nous apparaît plus humain après cette découverte. La personne qu'il aime révèle sa personnalité réelle.

## Traductions
- Junichirô Tanizaki, Le Professeur Radō et Le Professeur Radō revisité «in» Le Chat, son maître et ses deux maîtresses, Paris, Gallimard, coll. « Du monde entier », 1994 (ISBN 978-2-07-040167-3)
- Professor Rado, traduction anglaise (États-Unis) par Paul McCarthy — qui rassemble les deux textes sous ce seul titre — A Cat, a Man and Two Women, Kōdansha International, Tōkyō, 1990